# Uramustine
L'uramustine (DCI) ou moutarde à l'uracile est un nitrosourée alkylant utilisé en chimiothérapie.
Il est principalement utilisé dans le lymphome non hodgkinien. Il endommage l'ADN, principalement dans les cellules cancéreuses qui absorbent préférentiellement l'uracile, nécessaire à la fabrication des acides nucléiques pour leurs nombreux cycles de division cellulaire. Les dommages à l'ADN entraînent l'apoptose des cellules affectées. Les principaux effets secondaires sont la destruction de la moelle osseuse et les nausées.
Chimiquement, c'est un dérivé de la moutarde azotée et de l'uracile.